# Drayton (Leicestershire)
Drayton – wieś w Anglii, w hrabstwie Leicestershire, w dystrykcie Harborough. Leży 28 km na południowy wschód od miasta Leicester i 121 km na północ od Londynu.